# Lionel Johnson
Lionel Pigot Johnson (* 15. März 1867 in Broadstairs; † 4. Oktober 1902) war ein englischer Dichter und Literaturkritiker.

## Leben und Werk
Johnson war der dritte Sohn von Catherine Johnson und William Johnson (1822–91). Er besuchte 1880 mit einem Stipendium das Winchester College, wo er bis 1886 mit Auszeichnung abschloss. Danach studierte er am New College in Oxford, wo er 1890 seinen Abschluss erhielt. 1891 konvertierte er zum römisch-katholischen Glauben. Ab Sommer 1890 arbeitete er als Literaturjournalist, rezensierte in der Academy, dem National Observer und anderen Zeitschriften. Im April 1892 war er Gründungsmitglied der Irish Literary Society in London und hielt regelmäßig Vorträge an irisch-nationalistischen Veranstaltungsorten in Großbritannien über Aspekte der sogenannten irischen Renaissance. In Zusammenarbeit mit Eleanor Hull war er 1894 Herausgeber des Irish Home Reading Magazine.
Er lebte ein relativ einsames Leben in London und starb nach einem Sturz (angeblich von einem Barhocker) an einem Herzinfarkt.
Zu Lebzeiten veröffentlichte er seine Werke The Art of Thomas Hardy (1894), Poems (1895) und Ireland and Other Poems (1897). Er war außerdem Mitglied im Rhymers' Club.
Johnson schrieb viele Gedichte über Homosexualität.
1892, nach seiner Konversion zum Katholizismus und nach einem Streit mit seinem Freund Oscar Wilde, schuf Johnson ein Sonett namens The Destroyer of a Soul (Der Zerstörer einer Seele), (gemeint ist vermutlich die Seele seines Cousins Lord Alfred Douglas, den er im vorigen Juni mit Wilde bekannt gemacht hatte). Im folgenden Jahr schrieb Johnson das Werk, das von vielen als sein Meisterwerk angesehen wird, das Gedicht The Dark Angel, in welchem er seine Homosexualität thematisiert.